# Carlos de Aragón de Gurrea y de Borja
Carlos de Aragón de Gurrea y Borja, antes Carlos de Borja de Aragón de Gurrea y Alagón (Pedrola, 18 de agosto de 1634 - Zaragoza, 14 de abril de 1692), fue  IX duque de Villahermosa, IX conde de Sástago (1651-1692), conde de Ficalho y de Luna.

## Padres
Hijo del VIII duque de Villahermosa Fernando Manuel de Aragón de Gurrea y de Borja y de Juana Luisa de Aragón y de Alagón, condesa de Luna.

## Matrimonio
Casó el 10 de agosto de 1656 en Madrid (Santa Cruz) con María Enríquez de Guzmán (m. 1696), hija de Luis Enríquez de Guzmán, IX conde de Alba de Liste, II conde de Villaflor, con quien no tuvo descendencia.

## Cargos y honores
En 1675 fue nombrado gentilhombre de cámara del rey, jurando el cargo en Bruselas. Permanecía en aquella ciudad dado que había sido nombrado gobernador de los Países Bajos, cargo que ejerció entre 1675 y 1677, fundando en 1675 la Academia Real y Militar del Exercito de los Payses-Baxos en Bruselas.
Poco después de su regreso a la corte, fue nombrado caballero de la orden del Toisón de Oro en 1678. Posteriormente, ejerció como virrey de Cataluña entre 1688 y 1690, en plena guerra entre Francia y las Provincias Unidas.

## Muerte
A su muerte se desencadenaron grandes pleitos por la sucesión y las tierras entre familias nobles aragonesas, de forma que el siguiente título de X duque fue otorgado en 1750, 58 años más tarde.
| Predecesor: Juan Domingo de Zúñiga y Fonseca | Gobernador de los Países Bajos 1675 - 1677 | Sucesor: Alejandro de Odoardo Farnesio |
| Predecesor: Juan Tomás Enríquez de Cabrera   | Virrey de Cataluña 1688 - 1690             | Sucesor: Juan Clarós Pérez de Guzmán   |